# Salvatore Martirano
Salvatore Giovanni Martirano (* 12. Januar 1927 in Yonkers; † 17. November 1995) war ein US-amerikanischer Komponist.
Martirano begann im Alter von fünf Jahren Klavier zu spielen und tourte als Jugendlicher als Klarinettist der U. S. Navy Cops Band durch die USA. Er studierte Komposition von 1947 bis 1951 am Oberlin College bei Herbert Elwell, 1952 an der Eastman School of Music bei Bernard Rogers und bis 1954 am Conservatorio di Musica Luigi Cherubini in Florenz bei Luigi Dallapiccola. Von 1956 bis 1959 war er Stipendiat der American Academy in Rome, und 1960 erhielt er ein Guggenheim-Stipendium und einen Preis der American Academy of Arts and Letters. Von 1963 bis zu seiner Emeritierung 1995 war er Professor für Komposition an der University of Illinois. Daneben wirkte er als Artist in Residence am Sydney Conservatorium of Music (1979), am IRCAM in Paris (1982) und am California Institute of the Arts (1993).
Schon zeitig interessierte sich Martirano für die Einsatzmöglichkeiten der neuen Computertechnologie in der Komposition. Anfang der 1970er Jahre konstruierte er mit Ingenieuren und Musikern der University of Illinois ein computergesteuertes elektronisches Musikinstrument, das er SalMar Construction nannte. Science Digest bezeichnete es als the world’s first composing machine. Mit diesem und dem 1987–88 entstandenen YahaSALmaMac zählt Martirano zu den Pionieren der Computermusik.
In seinen frühen Kompositionen verwendete Martirano Elemente der Zwölftonmusik und des Jazz und Multimediatechniken. Sein berühmtestes Werk wurde L's GA (Lincoln’s Gettysburg Address). Er verwendete hier verschiedene Medien, darunter auf Tonband aufgezeichnete Musik und zwei parallel abgespielte Filme Ronald Nameths, wozu ein Sprecher unter einer Maske Helium atmete und Lincolns Gettysburg Address verlas. Das Werk wurde als „Mixed-Media-Eroica“ bezeichnet und war der Bewegung in den USA gegen den Vietnamkrieg in den 1960er Jahren verbunden. Martirano komponierte aber auch traditionelle Orchester- und Vokalwerke, die u. a. vom New York Philharmonic Orchestra, dem Chicago Symphony Orchestra, dem Los Angeles Philharmonic Orchestra, dem Cleveland Orchestra und den Wiener Philharmonikern, von Rundfunkorchestern und Chören in den USA, Europa und Asien aufgeführt wurden.